# Julija Sokolovská
Julija Serhijivna Sokolovska (ukrajinsky Юлія Сергіївна Соколовська; * 12. dubna 1985) je ukrajinská aktivistka, státní úřednice a politička, bývalá ministryně sociální politiky Ukrajiny a od března 2020 zástupkyně vedoucího Kanceláře prezidenta Ukrajiny odpovědná za sociální záležitosti.

## Životopis
Sokolovská studovala na Kyjevské národní ekonomické univerzitě. V roce 2007 začala Sokolovská pracovat v soukromém sektoru a roku 2009 pracovala v kyjevské městské správě.
Po euromajdanu vstoupila do státní správy. V letech 2014 až 2015 vedla odbor správy dokumentů Ministerstva hospodářského rozvoje a obchodu. V letech 2015 až 2016 působila jako ředitelka odboru sociálních rozpočtových výdajů na ministerstvu financí. V roce 2016 absolvovala Národní akademii státní správy. V letech 2016 až 2017 vedla odbor strategického plánování a koordinace státní politiky sekretariátu vlády Ukrajiny.
Dne 29. srpna 2019 byla Sokolovská jmenována ministryní sociální politiky Ukrajiny v Hončarukově vládě. Když tato vláda padla a 4. března 2020 ji nahradila Šmyhalova vláda, na jejím postu jí nahradila Maryna Lazebná.
Dne 12. března 2020 byla Sokolovská jmenována zástupkyní vedoucího kanceláře prezidenta Ukrajiny Volodymyra Zelenského odpovědnou za sociální záležitosti.